# André Gevers
André Gevers (ur. 19 sierpnia 1952 w Schijndel) – holenderski kolarz szosowy, torowy i przełajowy, złoty medalista szosowych mistrzostw świata.

## Kariera
Największy sukces w karierze André Gevers w 1975 roku, kiedy zdobył złoty medal w wyścigu ze startu wspólnego amatorów podczas szosowych mistrzostw świata w Yvoir. W zawodach tych wyprzedził bezpośrednio Szweda Svena-Åke Nilssona oraz Włocha Roberto Cerutiego. Był to jednak jedyny medal wywalczony przez Geversa na międzynarodowej imprezie tej rangi. Ponadto w tym samym roku wygrał Omloop van Zeeuws-Vlaanderen i Omloop van de Baronie, a także zajął drugie miejsce w Olympia’s Tour. Był też trzeci w Paryż-Bourges w 1976 roku oraz w Vuelta a Mallorca w 1978 roku. Zdobył również dwa medale torowych mistrzostw kraju: srebrny w indywidualnym wyścigu na dochodzenie w 1975 roku oraz brązowy w tej samej konkurencji w 1977 roku. W 1977 roku został ponadto wicemistrzem Holandii w kolarstwie przełajowym. Nigdy nie wystąpił na igrzyskach olimpijskich. Jako zawodowiec startował w latach 1976–1983.

## Najważniejsze zwycięstwa i sukcesy
- 1975
  - mistrzostwo świata amatorów w wyścigu ze startu wspólnego
  - etap w Olympia’s Tour
- 1976
  - etap w Ronde van Nederland
  - etap w Circuit de la Sarthe
- 1977
  - etap w Circuit de la Sarthe